# كولن هايز
كولن هايز (بالإنجليزية: Colin Hayes)‏ هو مدرب خيول أسترالي، ولد في 16 فبراير 1924، وتوفي في 21 مايو 1999.